# Josephson
Josephson ist ein ursprünglich patronymisch gebildeter Familienname mit der Bedeutung „Sohn des Joseph“, der vorrangig in Schweden sowie in den USA vorkommt.

## Namensträger
- Andy Josephson (* 1964), US-amerikanischer Politiker
- Barney Josephson (1902–1988), US-amerikanischer Nachtclubbesitzer
- Bertha Josephson, siehe Bertha Mercator (1861–1906), deutsche Schriftstellerin
- Brian David Josephson (* 1940), britischer Physiker und Nobelpreisträger
- Carl David Josephson (1858–1939), schwedischer Gynäkologe
- Carl Olof Josephson (1921–2002), schwedischer Buchhändler
- Duane Josephson (1942–1997), US-amerikanischer Baseballspieler
- Elisabeth Josephson (1858–1901), deutsche Schriftstellerin
- Erland Josephson (1923–2012), schwedischer Schauspieler
- Erik Josephson (1864–1929), schwedischer Architekt
- Ernst Josephson (1851–1906), schwedischer Maler
- Fanny Josephson (* 1964), schwedische Schauspielerin und Regisseurin
- Gunnar Josephson (1889–1972), schwedischer Buchhändler
- Hakon Josephson (1899–1984), schwedischer Unternehmer
- Hannah Josephson (1900–1976), US-amerikanische Journalistin, Bibliothekarin und Autorin
- Hans Josephsohn (1920–2012), Schweizer Bildhauer
- Herman Josephson (1866–1953), schwedischer Unternehmer
- Hermann Josephson (1864–1949), deutscher evangelischer Pfarrer
- Jacob Axel Josephson (1818–1880), schwedischer Komponist
- John Josephson (1835–1909), schwedischer Komponist
- Joshua Josephson (1815–1892), australischer Richter und Politiker
- Julien Josephson (1881–1959), US-amerikanischer Drehbuchautor
- Kalle Josephson (* 1978), schwedischer Schauspieler
- Karen Josephson (* 1964), US-amerikanische Synchronschwimmerin
- Lennart Josephson (1908–1987), schwedischer Literaturwissenschaftler
- Ludvig Josephson (Regisseur, 1832) (1832–1899), schwedischer Regisseur, Theaterdirektor und Schriftsteller
- Ludvig Josephson (Regisseur, 1963) (* 1963), schwedischer Regisseur und Produzent
- Ludwig Josephson (1809–1877), deutscher evangelischer Pfarrer und Kirchenlieddichter
- Matthew Josephson (1899–1978), US-amerikanischer Journalist und Autor
- Olle Josephson (* 1950), schwedischer Sprachwissenschaftler
- Olof Josephson (1870–1934), schwedischer Mathematiker und Schulbuchverfasser
- Per Josephson (* 1971), schwedischer Künstler und Schriftsteller
- Ragnar Josephson (1891–1966), schwedischer Kunsthistoriker, Schriftsteller und Theaterdirektor
- Sarah Josephson (* 1964), US-amerikanische Synchronschwimmerin
- Wilhelm Josephson (1827–1917), schwedischer Unternehmer
- Wilhelmina Josephson (1816–1906), schwedische Pianistin